# Malíč
Malíč (deutsch Malitschen) ist eine Gemeinde in Tschechien. Sie liegt vier Kilometer westlich des Stadtzentrums von Litoměřice im rechtselbischen Teil des Böhmischen Mittelgebirges und gehört zum Okres Litoměřice.

## Geographie
Das Dorf befindet sich in den Plänerkalkbergen oberhalb von Litoměřice. Nordwestlich erheblich der Stražiště (362 m), im Nordosten der Bidnice (361 m) mit dem früheren Kalkwerk und nationalsozialistischem Verlagerungsobjekt Richard, im Süden der Radobýl (399 m) und im Südwesten die Trešnovka (261 m).
Nachbarorte sind Kamýk im Norden, Knobložka im Osten, Veveří und Třídomí im Südosten, Michalovice im Süden sowie Velké Žernoseky im Westen.

## Geschichte
Malíč wurde 1276 als Besitz eines Bojslav von Malíče erstmals urkundlich erwähnt. 1413 war Christian von Vinné und Žernoseky, ein Gefolgsmann Jan Žižkas, Besitzer der Herrschaft. Nach dem Erlöschen des Geschlechts von Vinné wechselten sich ab 1456 die Besitzer ab und das Dorf wurde aufgeteilt. Ein Anteil gehörte zusammen mit Miřejovice und Hlinná zur Burgherrschaft Kamýk, deren Besitzer bis 1628 das Geschlecht der Kamýcký von Lstiboř war. 1651 fiel dieser Teil an die Herrschaft Lovosice.
Weitere Anteile besaßen seit 1554 die Herrschaft Tetschen (Děčín) und seit 1787 der Propsteihof Altthein des Bistums Leitmeritz. Um 1800 hatte Malitschen 335 Einwohner, von denen 177 zum Propsteihof, 117 zum Fideikommiss Tetschen und 41 zu Lobositz gehörten. 1910 lebten 522 Menschen im Dorf, das seit dem Dreißigjährigen Krieg überwiegend deutsche Bewohner hatte. Schulort war bis 1926 Kamaik und danach Groß Tschernosek. Zur Gemeinde gehört seit jeher die Weinbauernsiedlung Knobložka.

## Ortsgliederung
Für die Gemeinde Malíč sind keine Ortsteile ausgewiesen. Grundsiedlungseinheiten sind Knobložka (Knobloschka) und Malíč (Malitschen).

## Sehenswürdigkeiten
- Historischer Speicher